# Terra Nova (судно)
«Терра Нова» (лат. Terra Nova — Ньюфаундленд) — деревянный трехмачтовый паровой барк, построенный в Шотландии в 1884 году для морского промысла и использовавшийся несколькими британскими высокоширотными научными экспедициями.

## Промысловое судно
Назначением «Терра Нова» был китобойный промысел и добыча тюленей. В течение 10 лет с момента постройки барк  «Терра Нова», базируясь в порту Данди (Шотландия), использовался для зверопромысла в море Лабрадор.

## Высокоширотные экспедиции

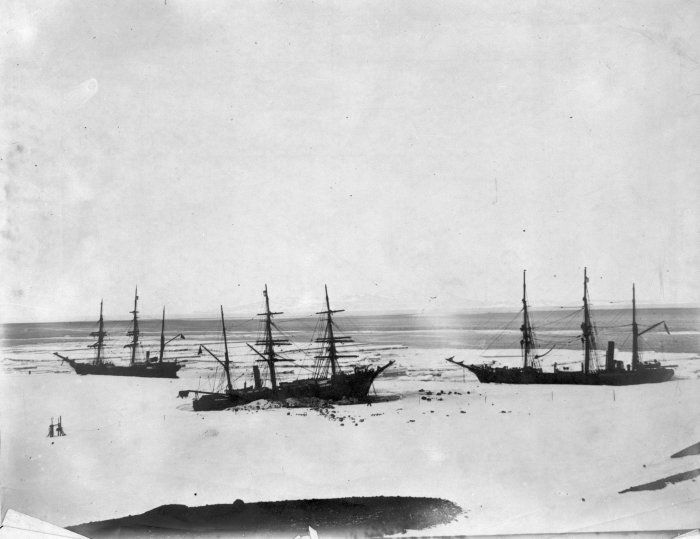
«Discovery», «Morning» и «Terra Nova» в проливе Мак-Мердо, февраль 1904 года

Конструкция «Терра Нова» идеально соответствовала требованиям плаваний в арктических широтах. Впервые барк был использован для научной работы в английской экспедиции Джексона-Хармсворта в 1894 — 1897 годах. «Терра Нова» досталась роль вспомогательного судна экспедиции.
В 1898 году судно приобрела судоходная компания «Боуринг Бразерз» (англ. Bowring Brothers).  Барк использовался для добычи тюленей у Ньюфаундленда.
В 1903 году «Терра Нова» вместе с подобным же бывшим китобоем «Morning» участвовал в вызволении из пролива Мак-Мердо запертого льдами барка «Дискавери» (англ. Discovery) Британской антарктической экспедиции 1901 - 1904 годов под командованием Роберта Скотта.
В 1905 году барк использовался в поиске и спасении потерпевшей неудачу американской полярной экспедиции Циглера. Судно полярной экспедиции «Америка» (англ. «America») под командованием Энтони Фиала затонуло в ноябре 1903 года у острова Рудольфа. Полярники провели в изоляции на Земле Франца-Иосифа два года, прежде чем в июле 1905 года были эвакуированы барком «Терра Нова» после нескольких недель трудного плавания сквозь льды.

## Экспедиция Терра Нова

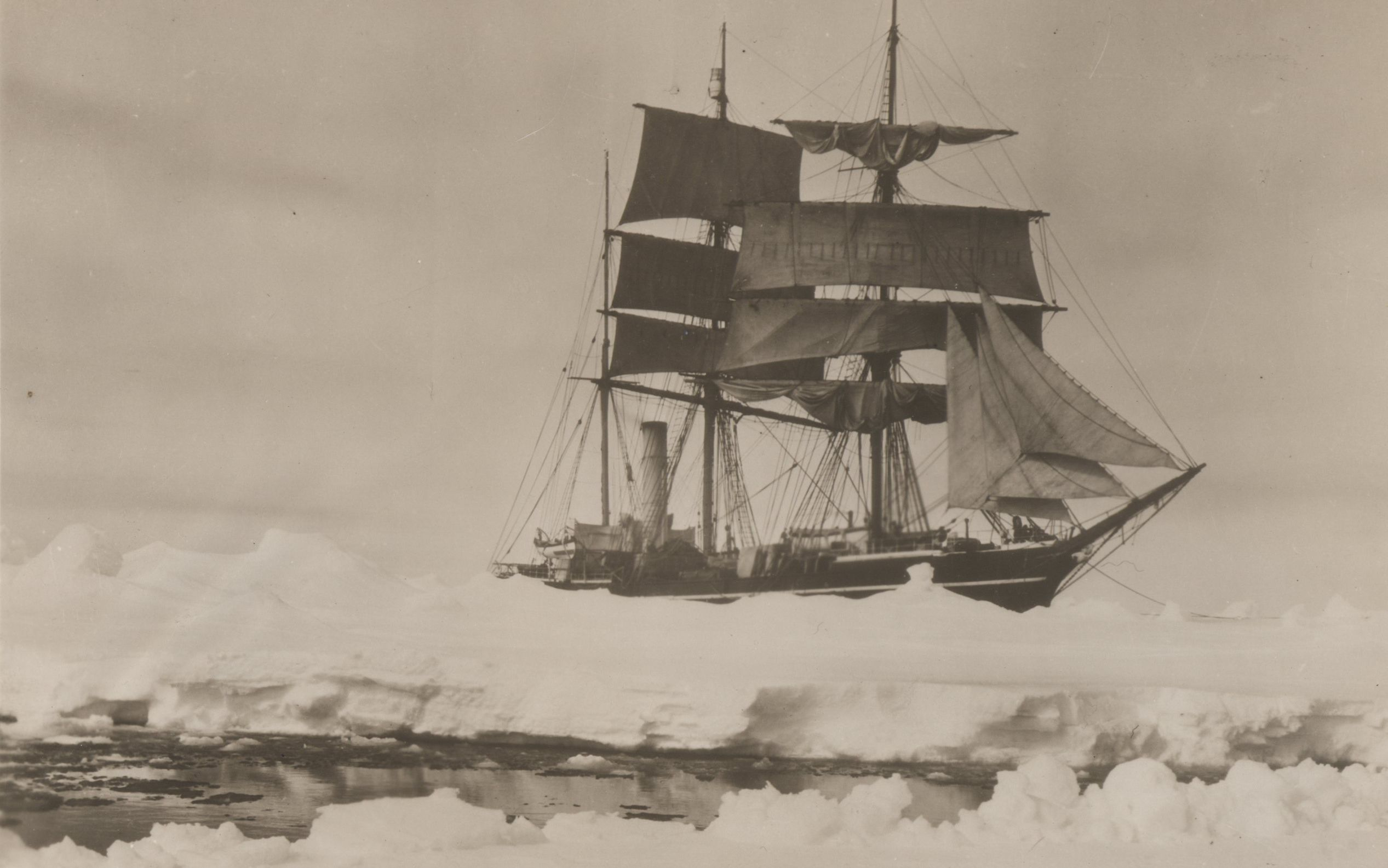
«Терра Нова» в антарктической экспедиции Скотта в декабре 1910 года.

В 1909 году барк «Терра Нова» был приобретен для нужд Британской Антарктической экспедиции 1910 — 1913 годов, известной также как «экспедиция Терра Нова», по цене 12,5 тысяч фунтов стерлингов.
15 июня 1910 года «Терра Нова» отплыл из Кардиффа. На судне была проделана большая научная работа в области биологии, геологии, гляциологии, геофизики у берегов Земли Виктории и у шельфового ледника Росса.
После зимовки на мысе Эванса, Роберт Скотт в составе группы из пяти человек предпринял поход к Южному полюсу и достиг его. На полюсе Скотт увидел, что за месяц до него полюс уже покорил Амундсен. На обратном пути Скотт и его спутники погибли. Их тела были обнаружены следующим антарктическим летом.

## Дальнейшая судьба судна
После возвращения из Антарктики в 1913 году, барк «Терра Нова» был вновь выкуплен своими прежними владельцами и вернулся к старой работе — промыслу тюленей вблизи Ньюфаундленда. Общее количество добытых на судне тюленей оценивается в 800 тысяч туш.
В 1918 году «Терра Нова» был зафрахтован ньюфаундлендской сталепромышленной компанией «DOSCO» для транспортировки угля из шахт Норт-Сидни на остров Белл.
13 сентября 1943 года барк был повреждён льдом и затонул у юго-западной оконечности Гренландии. Экипаж был спасён ледоколом береговой охраны США «Саусвинд» (англ. «Southwind»).
11 июля 2012 года обломки «Терра Нова», покоящиеся на океанском дне, были обнаружены в ходе экспедиции, организованной Schmidt Ocean Institute. Государственный департамент США, после консультаций с британскими и датскими властями, разрешил исследователям обнародовать новость об этой находке, а также видеозаписи останков судна, однако запретил указывать точное местонахождение и глубину находки, чтобы предохранить обломки корабля от «нежелательного внимания».

## В музеях
Носовая фигура была снята с «Терра Нова» в 1913 году и выставлена в «Национальном музее Уэльса».
Колокол с «Терра Нова» хранится в британском «Институте полярных исследований им. Скотта» (подразделение Кембриджского университета).